# Ханс фон Мергентал
Ханс фон Мергентал (на немски: Hans von Mergenthal; † 1488 в Торгау) е рицар, чиновник, ландрентмайстер, канцлер и съветник на курфюрст Ернст Саксонски (1441 – 1486) и на брат му херцог Албрехт III Саксонски (1443 – 1500) в Курфюрство Саксония-Майсен. Той работи в Цвикау, Майсен и Фрайберг. 
Ханс фон Мергентал произлиза от стара патриций-фамилия от Цвикау. До 1478 г. той притежава рицарското имение Мариентал при Цвикау. От 1464 до 1469 г. той е канцлер на курфюрст Ернст Саксонски. Той е съветник на младия княз. От 1469 до 1478 г. той е ландрентмайстер и води финансовите кнги. Тези книги днес се намират в държавия архив в Дрезден.
Ханс фон Мергентал като ландрентмайстер придружава херцог Албрехт III Храбри през няколкомесечното му поклонение в Светите земи. Поклонението започва на 5 март 1476 г. в Дрезден със 119 придружители през Алтенбург, Ваймар, Нюрнберг, Мюнхен, Бренерпас, Флоренция, Рим до Венеция, откъдето групата с кораб отива в Яфа, от там към Йерусалим, където става рицар на Рицарския орден на Светия гроб. Обратно групата се връща отново през Венеция и през императорския двор във Виена на 5 декември 1476 г. се връща в Дрезден. След това Ханс фон Мергентал пише ръкопис за това пъуване. Книгата му е издадена след еин век от Хиронймус Велер.
Две години след това поклонение Ханс фон Мергентал се оттегля от всичките си служби и умира през 1488 г. в Торгау в Северна Саксония, където е погребан в църквата в Ет. Мариен.